# Adam Mpali
Adam Girard de Langlade Mpali (* 29. Mai 2002) ist ein gabunischer Schwimmer.

## Karriere
Mpali nahm erstmals 2019 im Rahmen der Weltmeisterschaften in Gwangju an internationalen Schwimmwettkämpfen teil. Einen Monat später war er Teilnehmer der Afrikaspiele in Rabat. Im Sommer 2021 startete der Gabuner bei den Olympischen Spielen. In Tokio gewann er über 50 m Freistil seinen Vorlauf, konnte sich aber nicht für das Halbfinale qualifizieren. Ende desselben Jahres folgte die Teilnahme an den Kurzbahnweltmeisterschaften in Abu Dhabi.